# 黄泥洼镇
黄泥洼镇，是中华人民共和国辽宁省辽阳市辽阳县下辖的一个乡镇级行政单位。

## 行政区划
黄泥洼镇下辖以下地区：
黄泥洼村、二台子村、马泉村、代耳湾村、头台子村、伙食仓村、关口门村、黄金屯村、中泗河村、西岔子村、付五道村、三道岗村、烟台村和南甸子村。